# Федотова, Гликерия Николаевна
Гликерия Николаевна Федотова (1846—1925) — русская актриса, заслуженная артистка Императорских театров, народная артистка Республики (1924), Герой Труда (1924).

## Биография

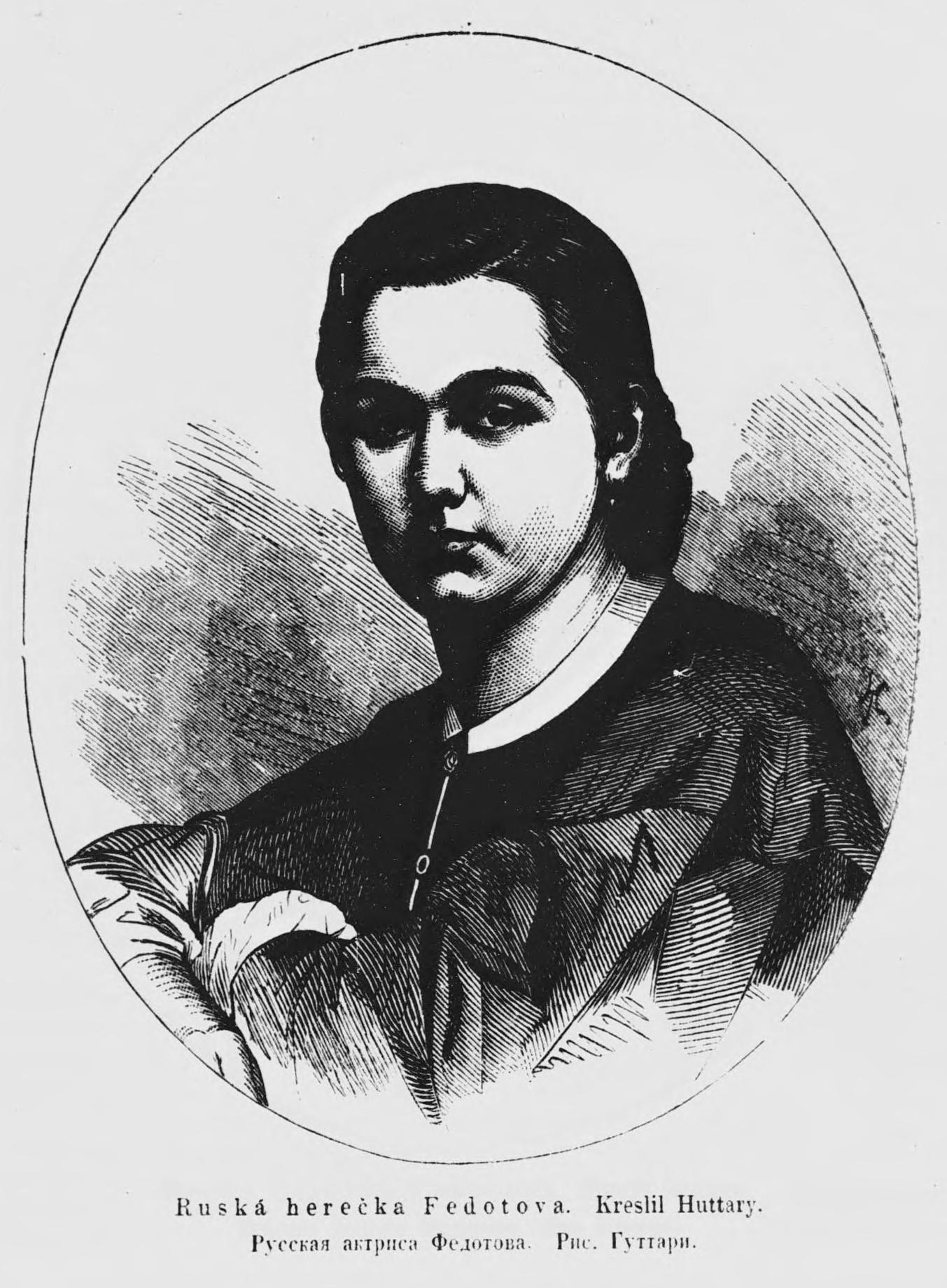
Г. Федотова, 1868 год

Родилась 10 (22) мая 1846 года в Орле. Рано осталась сиротой на воспитании деда и удочерившей её дальней родственницы Поздняковой, под фамилией которой начала сценическую деятельность.
В 1856 году была принята и в 1862 году окончила Московское императорское театральное училище, где три года обучалась балету, а затем перешла в драматический класс И. В. Самарина.
Первые небольшие роли актриса исполнила в Малом театре ещё в 1858 году, будучи ученицей Театральной школы. В 1862 году И. В. Самарин поручил ей роль Верочки в драме П. Д. Боборыкина «Ребёнок», которую он избрал для своего бенефиса; 10 мая 1862 года, в день своего 16-летия, Позднякова была зачислена в труппу Малого театра. В апреле 1863 года вышла замуж за 22-летнего актёра Малого театра А. Ф. Федотова и стала выступать под его фамилией. Через год родился сын Александр, в будущем — актёр и режиссёр Малого театра.

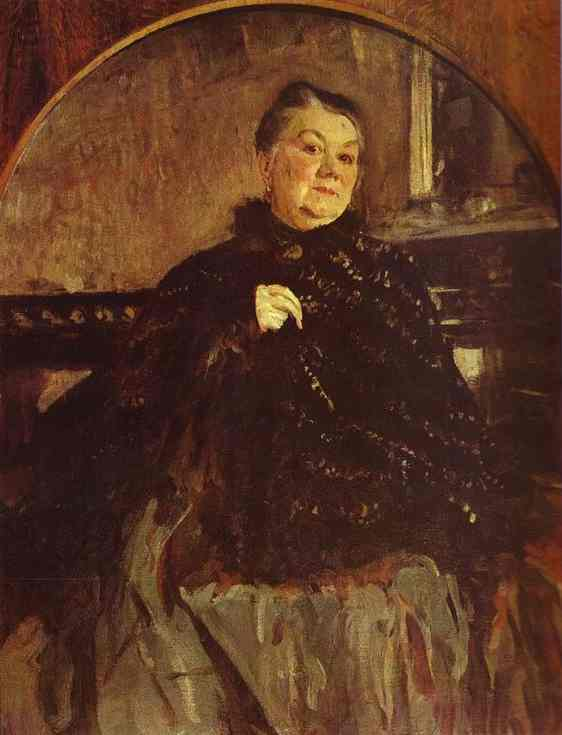
На портрете работы Валентина Серова

К концу 1860-х годов Гликерия Федотова заняла положение ведущей актрисы театра в амплуа молодых героинь, уделяя большое внимание технике сценической игры. В 1870-е годы её талант достиг своего расцвета. Ей равно удавались трагические, комедийные, мелодраматические и романтические роли. Она считалась одной из лучших актрис театра Островского, сыграв в его пьесах 29 ролей, некоторые из которых (Снегурочка, Василиса Мелентьева и др.) в одноимённых пьесах были предназначены ей самим драматургом. Первую роль в его пьесах — Катерину в «Грозе» — Федотова исполнила ещё в 1863 году и играла её в течение 35 лет.
В 1880-е годах по приглашению К. С. Станиславского начала преподавать актёрское мастерство в «Обществе искусства и литературы».
В 1896 году с собственной труппой гастролировала по России. В Малый театр вернулась в сентябре 1897 года, перейдя на амплуа «старух».
27 февраля 1905 года из-за тяжёлой болезни ног Федотовой пришлось оставить сцену, однако до смерти актриса считалась почётным членом труппы. Последний раз Федотова поднялась на сцену 8 января 1912 года, в 55-летний юбилей своей сценической деятельности в Малом театре: она сыграла царицу Марфу в пьесе Островского «Дмитрий Самозванец и Василий Шуйский».
По оценке В. И. Немировича-Данченко, Гликерия Федотова, исполняя свою роль, следила и за всем спектаклем, добивалась ансамблевого звучания пьесы, помогала партнерам и по существу была сорежиссёром.
Среди учеников — Александра Александровна Яблочкина.
С 16 октября 1906 года состояла действительным членом Общества любителей российской словесности, с 11 апреля 1909 года — почётный член Общества.
Последние годы жизни практически не вставала с постели. Скончалась в Москве 27 февраля 1925 года. Похоронена на Ваганьковском кладбище (12 уч.), рядом с могилами сына Александра, умершего в 1909 году, и других артистов Малого театра — Н. И. Музиля, И. А. Рыжова и М. И. Царёва.

## Творчество

### Роли в театре

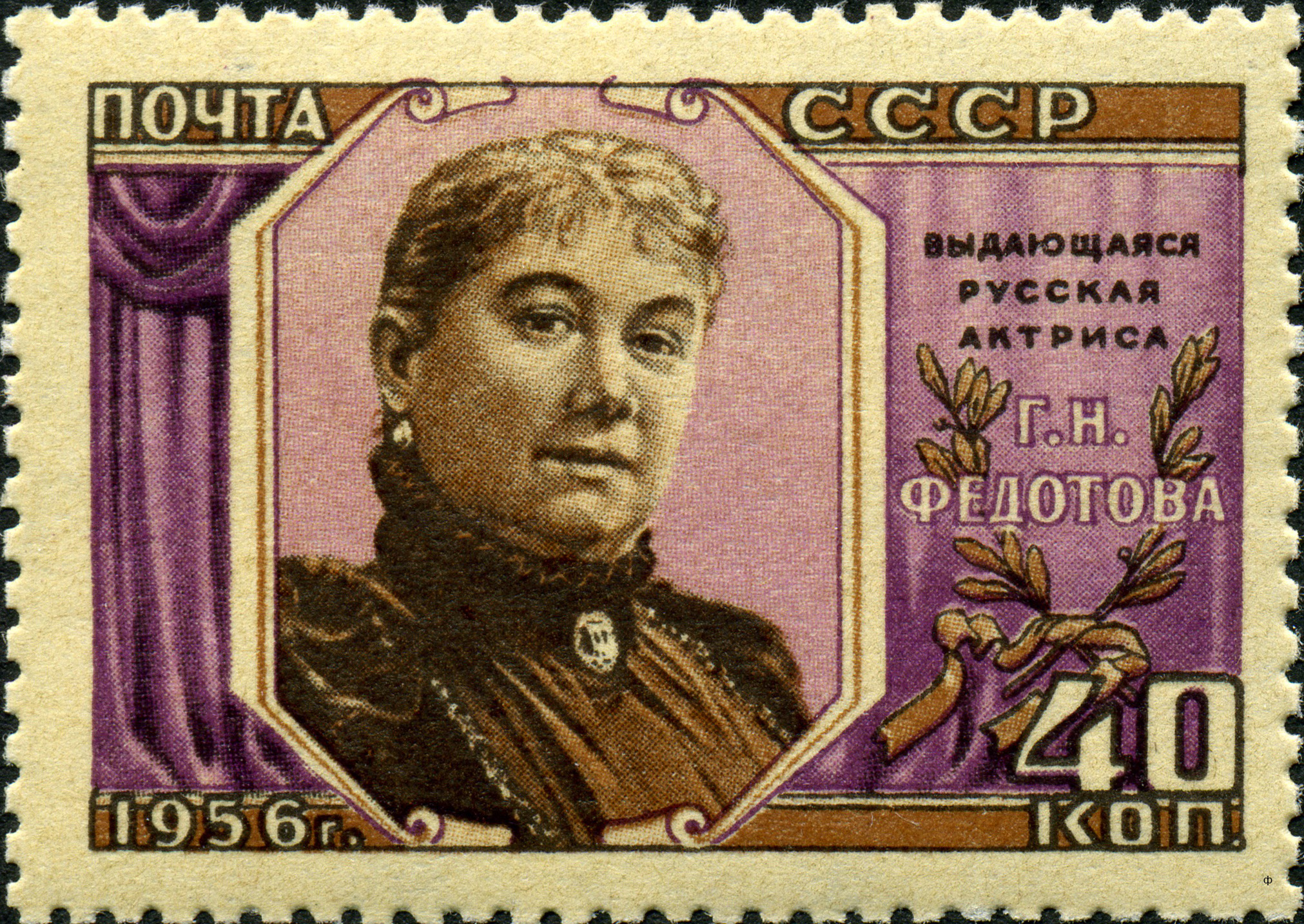
Федотова Г. Н. на почтовой марке СССР, 1956 год

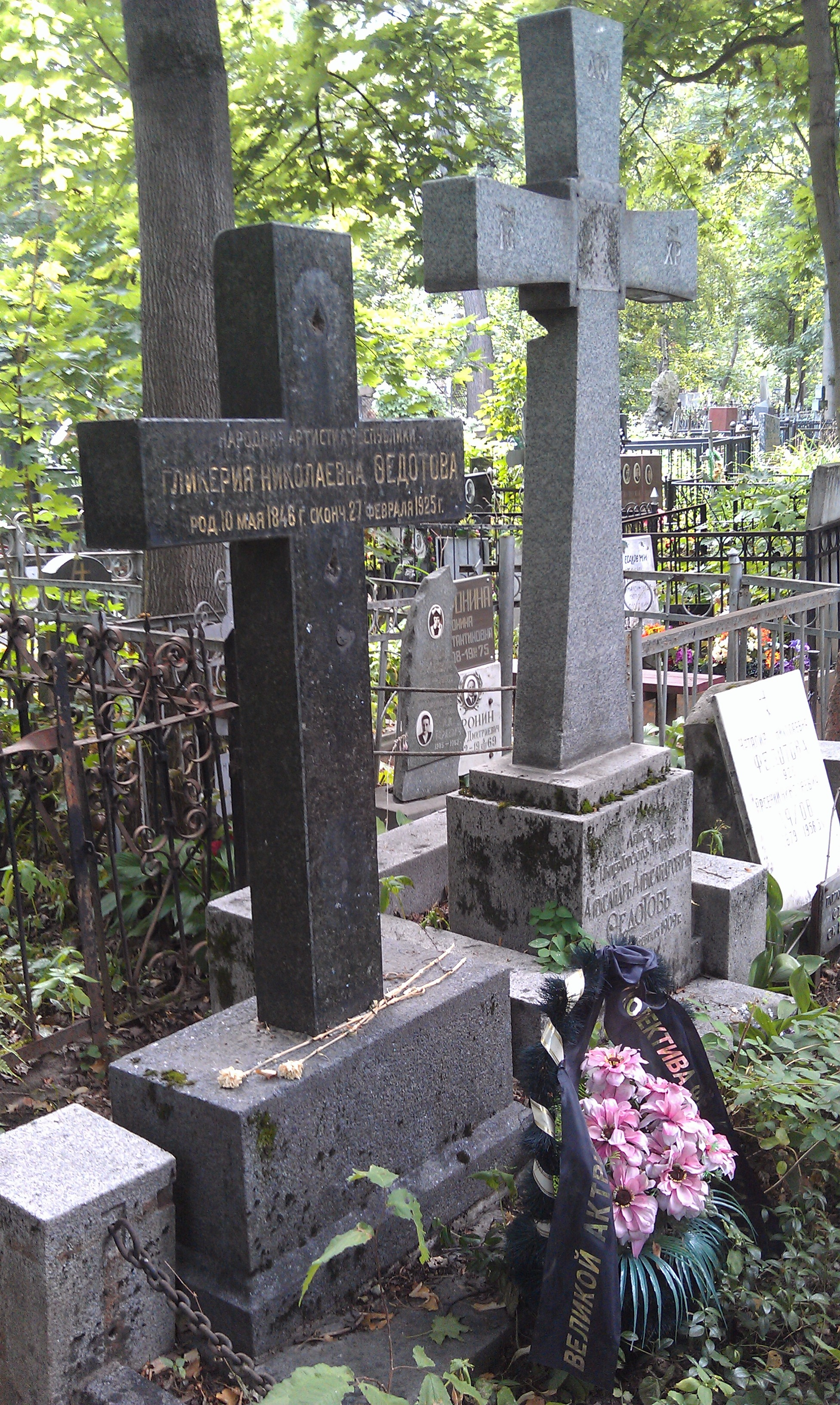
Могила Г. Н. Федотовой и её сына А. А. Федотова на Ваганьковском кладбище (уч. 11)

- 1862 — «Ребёнок» П. Д. Боборыкина — Верочка
- 1863 — «Гроза» А. Н. Островского — Катерина
- 1864 — «Горе от ума» А. С. Грибоедова — Софья
- 1865 — «Русалка» А. С. Пушкина — Наташа
- 1865 — «Много шума из ничего» У. Шекспира — Беатриче
- 1868 — «Василиса Мелентьева» А. Н. Островского — Василиса Мелентьева
- 1869 — «Горячее сердце» А. Н. Островского — Параша
- 1870 — «Бешеные деньги» А. Н. Островского — Лидия Чебоксарова
- 1871 — «Каширская старина» Д. В. Аверкиева — Марьица
- 1871 — «Укрощение строптивой» У. Шекспира — Катарина
- 1875 — «В осадном положении» В. А. Крылова — Лиза
- 1877 — «Каменный гость» А. С. Пушкина — Дона Анна
- 1881 — «Месяц в деревне» И. С. Тургенева — Наталья Петровна
- 1882 — «Дело» А. С. Сухово-Кобылина — Лидочка
- 1883 — «Медея» В. П. Буренина и А. С. Суворина — Медея
- 1884 — «Без вины виноватые» А. Н. Островского — Кручинина
- 1886 — «Мария Стюарт» Ф. Шиллера — Елизавета
- 1887 — «Антоний и Клеопатра» У. Шекспира — Клеопатра
- 1890 — «Макбет» У. Шекспира — Леди Макбет
- 1890 — «Виндзорские проказницы» У. Шекспира — миссис Форд
- 1891 — «Цимбелин» У. Шекспира — Королева
- 1891 — «Плоды просвещения» Л. Н. Толстого — Звездинцева
- 1892 — «Кориолан» У. Шекспира — Волумния
- 1894 — «Волки и овцы» А. Н. Островского — Мурзавецкая
- 1900 — «Дело» А. В. Сухово-Кобылина — Атуева
- 1912 — «Дмитрий Самозванец и Василий Шуйский» А. Н. Островского — царица Марфа

## Память
- В 1956 году одна из улиц Орла была названа в честь Федотовой.
- В память актрисы в 1960 году улица в Москве, на которой жила Гликерия Николаевна, стала называться улица Федотовой. В 1993 году улице вернули прежнее название Малый Николопесковский переулок.